# Nikolayev Range
Die Nikolayev Range (russisch Хребет Андрияна Николаева Chrebet Andrijana Nikolajewa) ist ein Gebirgszug im ostantarktischen Königin-Maud-Land. Im Mühlig-Hofmann-Gebirge ragt er zwischen dem Austre Skorvebreen und dem Lunde-Gletscher auf.
Kartographen des Norsk Polarinstitutt kartierten ihn anhand von Vermessungen und Luftaufnahmen der Dritten Norwegischen Antarktisexpedition (1956–1960). Eine neuerliche Kartierung und die Benennung nahmen Teilnehmer einer sowjetischen Antarktisexpedition im Jahr 1961 vor. Namensgeber ist der sowjetische Kosmonaut Andrijan Grigorjewitsch Nikolajew (1929–2004). Das Advisory Committee on Antarctic Names übertrug die russische Benennung 1970 ins Englische.